# James Ewing
James Ewing (Pittsburg, Pennsylvania, Estados Unidos, 25 de diciembre de 1866 - Nueva York, 16 de mayo de 1943) fue un médico estadounidense que realizó importantes trabajos de investigación sobre el cáncer. Publicó varios libros sobre oncología y tumores y fue el primero en describir un tumor óseo maligno al que llamó endotelioma difuso del hueso y actualmente se conoce en su honor como sarcoma de Ewing.

## Biografía
James Ewing nació en 1866 en el seno de una prestigiosa familia de Pittsburgh. Su padre era juez y su madre maestra de escuela. Cuando contaba 14 años sufrió una enfermedad ósea de carácter infeccioso que se llama osteomielitis, lo que le obligó a guardar reposo en cama durante dos años. Durante este periodo de su vida contó con un tutor personal, pues no podía asistir a clase, y participó con éxito en competiciones académicas, obteniendo en una de ellas como premio un microscopio. Al parecer este instrumento jugó un importante papel en el desarrollo de su vocación hacia la medicina.
Estudió medicina en la Facultad de Medicina y Cirugía de Nueva York entre 1888 y 1891. Durante sus estudios mostró gran interés por la Anatomía Patológica. Tuvo por profesores a Francis Delafield (1841-1915), Theophil Mitchell Prudden (1849-1924) y Alexander Kolisko (1857-1918).
En 1899 fue nombrado profesor principal de anatomía patológica en la Facultad de Medicina de la Universidad Cornell de Nueva York. Más adelante llegó a ser uno de los más importantes estudiosos sobre el cáncer en su tiempo y fue uno de los miembros fundadores en 1907 de la American Association for Cancer Research. En 1913 fue uno de los 10 médicos que fundaron la American Society for the Control of Cancer que actualmente es la American Cancer Society y se ha convertido en una de las principales organizaciones a nivel mundial para el estudio y prevención de los diferentes tipos de tumores malignos.
Murió como consecuencia de un cáncer de vejiga a los 76 años.